# Lixophaga opaca
Lixophaga opaca är en tvåvingeart som beskrevs av Henry J. Reinhard 1945. Lixophaga opaca ingår i släktet Lixophaga och familjen parasitflugor. Inga underarter finns listade i Catalogue of Life.